# ソウルキッチン
ソウルキッチン -Soul Kitchen-は、日本のバンド。ライブハウスや映画のSOUL KITCHENとは関係がない。オリジナルのPOPSを演奏。

## 概要
2012年8月、墨田ジャズストリートに出演した、ドラムの辻岡国治と、ベース古川伊織、ボーカル田中俊輔により結成。2013年活動開始。

結成当初は、ギターに岡島渚、キーボードに鳥居佑美の5名であったが、のちに脱退。現在はメンバー3人と、サポートメンバーによりライブを行う。
バンド名の由来は、アメリカのThe doorsというバンドの曲にSoul Kitchenという曲があり、ごろがいいのでそこからとった。決してソウルミュージックのバンドではない。
2013年2月にライブを開始し、5月にはインディーズレーベルのスタジオエイエスより1stシングルリリース。
翌年5月に1stアルバムリリース。
2015年7月に、2ndシングルをリリース。
主な活動拠点は、関東、関西。出演しているライブハウスは、原宿クロコダイル、横浜HEY-JOE、神戸チキンジョージ、梅田オールウェイズ等。
2015年1月NTTドコモのポータルサイト、dmenuのハイレゾ特設サイトで『ピックアップアーティスト』に所属するバンドであるSoul Kitchenが選出され、ハイレゾ音源を配信している。
2015年getstage SENNHEISER アワード2015にて、審査員特別賞授賞。7000組のアーティストの中から選ばれ、GAKU-MC 、MINMIらと共演。
2016年MINMIプロデュースの、新人アーティスト「ATTACKDEM」のファーストアルバムの中の一曲に参加。演奏、アレンジを行っている。
そのファーストアルバムは、iTune のJ-POP チャートで、初登場2位の快挙となった。
2019年4月　ベースの古川伊織が脱退。

## メンバー
Voval&Guitar:田中俊輔うどんタイマーP
Drums:辻岡国治
ライブなどはサポートメンバーにて

## メンバーの個々の活動
ボーカルの田中は、うどんタイマーPの名前で、ニコニコ動画のボカロPとして活動している
その他、東方プロジェクトのサークルSaga Novelsにも参加、ボーカル及び作曲、編曲などを担当
ドラムの辻岡は、フュージョン、Jazz、Funkシーンで、セッションライブなどを行っている。
主な共演ミュージシャンは、水野正敏、田中豊雪、河野啓三、横路竜昇、吉川弾、伊勢賢治、古川もとあきなど。

## サポート
Guitar:白川正樹、小池勝彦、トサキユウキ
Keyboard:Yan
Sax:並木寿晴、伊勢賢治

## ディスコグラフィー

### シングル
1. Soul Kitchen/ソウルキッチン （全3曲、2013年5月1日）
2. スターダスト(全4曲、2015年7月7日)
3. パスル（全3曲、2016年ライブ先行販売）

## アルバム
1. a:la:carte(全12曲、2014年5月1日)

## うどんタイマーPによる楽曲提供
歴史アイドルさくらゆきに、うどんタイマーP名義で楽曲を提供している。
アレンジャーとして、うどんタイマーP名義でRURUTIAのレコーディングに参加。(2015年)